# Theodoor van Thulden
Theodoor (eller Dirick) van Thulden (eller Tulden), född den 8 augusti 1606 i 's Hertogenbosch, död där den 12 juli 1669, var en flamländsk målare. 
van Thulden var först lärjunge till en obekant mästare, Abraham Blyenberch, innan han blev elev till Rubens. Han blev mästare i Antwerpens målargille 1627 och uppehöll sig 1632 i Paris, där han målade kyrkotavlor, kända endast genom hans egna raderingar. År 1633 var han i Antwerpen, 1647 åter i Paris, där han bland annat målade Treenigheten (Grenobles museum). År 1648 kallades han till Haag, där han bidrog till smyckandet av lustslottet 't Huis ten Bosch, i vars Oraniensal han målade Vapensmidande cykloper med flera. Han slog sig sedan ned i sin födelsestad. Av övriga arbeten kan nämnas Den helige Hadrianus lider martyrdöden (Michaeli-kyrkan i Gent), Kristus uppenbarar sig för Maria (Louvren), 
Purpursnäckans upptäckt (Madrid), täneas och Dido (Hannover), Fredens återvändande (1655, Wien), Maria inför Kristus (1660, Köpenhamn) m. fl., alla signerade. Av icke namntecknade bilder, som tillerkänns honom, må nämnas Galateas triumf (Berlin) 
och Lantligt bröllop (Bruxelles). T. hade även namn som raderare. Så utförde han Amasonslaget efter Rubens, 58 Odyssébilder efter Primaticcio och Nicolö dell’ Abate i Fontainebleau samt många blad efter egna arbeten.
van Thulden är representerad vid Åbo Akademi.